# Monatio

Monatio-Flagge

MONATIO (Kurzform für französisch Mouvement National, „Nationale Bewegung“) war eine kurzlebige als nationalistische Fraktion bezeichnete Bewegung in Kambodscha. Die genauen Hintergründe der Bewegung sind unklar. Erstmals erwähnt wurden sie, als revolutionäre Truppen am 17. April 1975 auf die Hauptstadt Phnom Penh vorrückten. Die Anhänger der Bewegung begrüßten die Roten Khmer, welche die Kontrolle über die Hauptstadt übernahmen. Laut einem Augenzeugenbericht von François Ponchaud bestand die Gruppe aus einer kleinen Menge in schwarz gekleideter Soldaten, die von Studenten begleitet wurden. Er behauptete auch, die Gruppe sei von Hem Keth Dara geführt worden. Später wurde die Gruppe von den Roten Khmer als verschwörerische Gruppe bezeichnet, die angeblich von der CIA unterstützt worden sein soll. Fälschlicherweise wurde die Flagge der Fraktion von Medien als die der Roten Khmer bezeichnet. Philip Short beschreibt in seinem Buch „Pol Pot: The History of a Nightmare“ die Manatio Gruppe als einen letzten verzweifelten Versuch von Lon Non, dem Bruder von Lon Nol doch noch einen Platz in der neuen Regierung der Khmer Rouge zu finden. Die Monatio Gruppe entwaffnete Regierungssoldaten, welche sich schwerbewaffnet in der Innenstadt verschanzt hatten, und besetzten mehrere Ministerien und eine Radiostation. Indem sich die Monatio Gruppe als Sympathisanten des nominalen Führers der Roten Khmer Prinz Norodom Sihanouk ausgaben erhoffte sich Lon Non und andere Politiker einen Platz in der neuen Regierung von Norodom Sihanouk. Die meisten der Monatio wurden von den Roten Khmer entwaffnet, verhaftet und hingerichtet.